# کاترینا پیستسکی

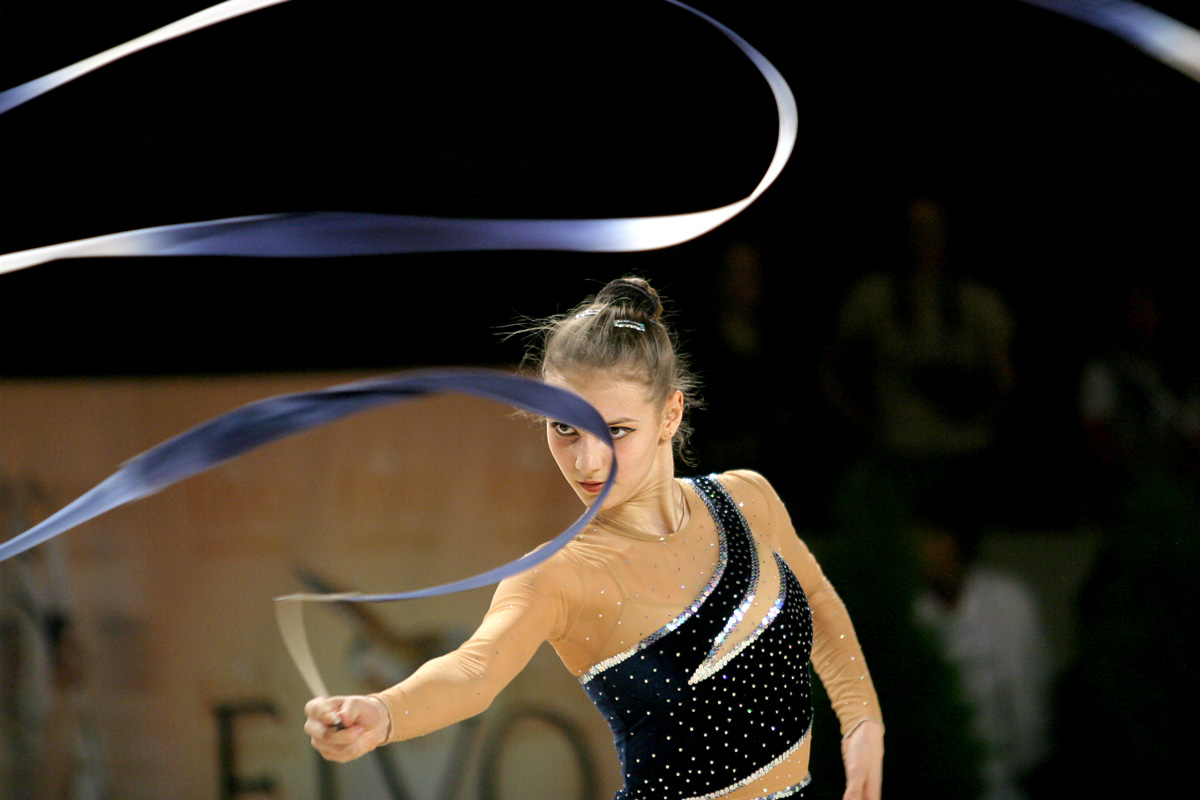
کاترینا پیستسکی در سال ۲۰۰۳

کاترینا پیستسکی (به انگلیسی: Katerina Pisetsky) ژیمناست زادهٔ ۲۶ فوریهٔ ۱۹۸۶ میلادی اهل کشور اسرائیل است.